# گیلزبرگ (ایلینوی)
گیلزبرگ، ایلینوی (به انگلیسی: Galesburg, Illinois) یک شهر در ایالات متحده آمریکا با جمعیت ۳۲٬۱۹۵ نفر است که در ایلی‌نوی واقع شده‌است.

## موقعیت جغرافیایی
موقعیت جغرافیایی شهرها و مناطق اطراف به شرح زیر است: